# Manchester Uniteds historie
Manchester Uniteds historie er delt op i følgende artikler:
- Manchester Uniteds historie (-1945)
- Manchester Uniteds historie (1945-1969)
- Manchester Uniteds historie (1969-1986)
- Manchester Uniteds historie (1986-2013)
- Manchester Uniteds historie (2013-)